# هيكتور غارزا
هيكتور غارزا (بالإسبانية: Héctor Garza)‏ هو مصارع محترف مكسيكي، ولد في 12 يونيو 1969 في مونتيري في المكسيك، وتوفي بنفس المكان في 26 مايو 2013 بسبب سرطان الرئة.

## روابط خارجية
- هيكتور غارزا على موقع WrestlingData.com (الإنجليزية)
- هيكتور غارزا على موقع CageMatch worker (الإنجليزية)
- هيكتور غارزا على موقع قاعدة بيانات المصارعة على الإنترنت (الإنجليزية)
- هيكتور غارزا على موقع عالم المصارعة على الإنترنت (الإنجليزية)
- هيكتور غارزا على موقع عالم المصارعة على الإنترنت (الإنجليزية)